# 国际法律经营大学院大学
国际法律经营大学院大学（韓語：국제법률경영대학원대학교），韩国的一所免收学费的私立大学，位于京畿道高阳市市郊。该大学是单独设立的大学院，只有研究生院，下设一个专业-──国际法。
校长是前高丽大学国际法教授柳炳华。
校长是高丽大学法学院前院长，国际法教授柳炳华博士。